# Zeche Theodora
Die Zeche Theodora in Witten-Hohenstein ist ein ehemaliges Steinkohlenbergwerk. Das Bergwerk in Nordrhein-Westfalen war auch unter dem Namen Zeche Theodora Gericht Witten bekannt. Weitere Namen für das Bergwerk waren Zeche Theodore und Zeche Theodor am Hohenstein.

## Geschichte

### Die Anfänge
Am 14. Oktober des Jahres 1766 wurde die Mutung durch Caspar Hundeicker eingelegt. Caspar Hundeicker mutete eine nordwärts der Ruhr streichende Kohlenbank und begehrte ein Grubenfeld mit der Größe einer Fundgrube und 20 Maaßen. Am 6. Juli des darauffolgenden Jahres wurde der Berggeschworene Spoerer vom Bergamt beauftragt, den Fundpunkt in Augenschein zu nehmen. Die Inaugenscheinnahme durch den Berggeschworenen Spoerer erfolgte am 15. März des Jahres 1768. Gemäß dem Protokoll von Spoerer würde der Stollen, wenn er in östlicher Richtung aufgefahren werden würde, eine Abbauhöhe von 300 Fuß erreichen. Der Gewerken Hundeicker beabsichtigte jedoch, zunächst nur Probearbeiten in dem Grubenfeld durchzuführen. Da zu diesem Zeitpunkt der Debit schlecht war, wollte Hundeicker erst später eine Abbaugenehmigung beantragen.

### Die weiteren Jahre
Ab dem Jahr 1768 wurden im Bereich des heutigen Hauses Borbeck für mehrere Jahre Versuchsarbeiten durchgeführt. Am 3. November des Jahres 1769 wurde dem Antrag des Gewerken Hundeicker auf Verlängerung der Versuchsarbeiten stattgegeben. Das Bergamt verlangte von Hundeicker die Zahlung der Rezeßgelder. Die Versuchsarbeiten dauerten bis zum Jahr 1771 an. Am 1. März desselben Jahres waren als Gewerken Johann Peter Mercklinghaus und Theodora Hundeicker, die jüngste Tochter  von Johann Caspar Hundeicker, in den Unterlagen vermerkt. Beide Gewerken besaßen jeweils 64 Kuxe. Zu diesem Zeitpunkt war noch keine Belehnung erteilt worden, auch war noch keine Vermessung beantragt worden. Am 18. Mai des Jahres 1829 wurde ein Längenfeld für den Abbau in Flöz Geitling verliehen. Im September des Jahres 1841 wurde mit dem Abbau im Tagetrieb der Zeche Timmerbeil begonnen. Im November desselben Jahres war dieser Kohlenpfeiler bereits abgebaut und das Bergwerk wurde stillgelegt. Im März des Jahres 1849 wurde das Bergwerk wieder in Betrieb genommen. Im Anschluss daran wurden drei Stollen angesetzt. Das Bergwerk war dann noch einige Jahre in Betrieb. Im 4. Quartal des Jahres 1852 wurde das Bergwerk erneut stillgelegt. Am 20. September des Jahres 1856 konsolidierte die Zeche Theodora mit den Zechen Timmerbeil und Knappsack zur Zeche Timmerbeil Tiefbau.

## Förderung und Belegschaft
Die ersten Förderzahlen stammen aus dem Jahr 1841, es wurden 3180 Scheffel Steinkohle gefördert. Im Jahr 1850 wurden 2309 Tonnen Steinkohle gefördert. Im Jahr 1852 lag die Förderung bei 4282 Tonnen Steinkohle. Dies sind auch die letzten bekannten Zahlen des Bergwerks.